# Tom és Jerry – Robin Hood és hű egere
A Tom és Jerry – Robin Hood és hű egere (eredeti cím: Tom and Jerry: Robin Hood and His Merry Mouse) 2012-ben megjelent amerikai 2D-s számítógépes animációs film, amely Tom és Jerry című videofilmsorozat nyolcadik része. Az animációs játékfilm rendezői és producerei Spike Brandt és Tony Cervone. A forgatókönyvet Earl Kress és Michael F. Ryan írta, a zenéjét Michael Tavera szerezte. A videofilm a Turner Entertainment és a Warner Bros. Animation gyártásában készült, a Warner Home Video forgalmazásában jelent meg. Műfaja zenés akció filmvígjáték.
Amerikában 2012. szeptember 28-án, Magyarországon 2012. szeptember 27-én adták ki DVD-n.

## Történet
Minden a feje tetejére áll, amikor Robin Hood bandájának legkisebb tagja, Jerry találkozik Tommal. A macska ugyanis titokban a nottinghami seriffnek és a gonosz János hercegnek kémkedik. Amikor a seriff emberei elfogják a sherwoodi erdő csavargóinak vezérét, Tom rájön, hogy milyen szomorú sors vár Robinra és kedvesére. Ezt látva a két esküdt ellenség a nézeteltéréseiket félretéve összefog, és együtt sietnek Robin és Marion megmentésére. Ezzel előkészítik Richard király biztonságos hazatérését is.

## Szereplők
| Szereplő          | Eredeti hang         | Magyar hang       |
| ----------------- | -------------------- | ----------------- |
| Tom               | N/A                  | Kossuth Gábor     |
| Jerry             | N/A                  | N/A               |
| Robin Hood        | Jamie Bamber         | Karácsonyi Zoltán |
| Nottingham bírája | Charles Shaughnessy  | Kárpáti Levente   |
| János herceg      | John Michael Higgins | Forgács Gábor     |
| Marion            | Grey DeLisle         | Mics Ildikó       |
| Richard király    | Clive Revill         | Orosz István      |
| Játékvezető       | Clive Revill         | Elek Ferenc       |
| Tuck barát        | Joe Alaskey          | Jantyik Csaba     |
| Droopy barát      | Joe Alaskey          | Sörös Miklós      |
| Little John       | John DiMaggio        | Törköly Levente   |
| Spike             | Phil LaMarr          | Dézsy Szabó Gábor |
| Pan               | Jess Harnell         | ?                 |
| Barney mackó      | Richard McGonagle    | Stern Dániel      |
| Ali               | Richard McGonagle    | ?                 |
| Will Scarlet      | Greg Ellis           | Kossuth Gábor     |
| Tin               | Greg Ellis           | ?                 |

## Televíziós megjelenések
HBO, HBO Comedy, HBO 2, Boomerang 